# Beauvilliers, Eure-et-Loir
Beauvilliers är en kommun i departementet Eure-et-Loir i regionen Centre-Val de Loire strax norr om centrala Frankrike. Kommunen ligger i kantonen Voves som tillhör arrondissementet Chartres. År 2022 hade Beauvilliers 342 invånare.

## Befolkningsutveckling
Antalet invånare i kommunen Beauvilliers
Referens:INSEE